# Doug DeWitt
Doug DeWitt (* 14. September 1961 als Douglas Anthony Ittaglio in Youngstown, Ohio) ist ein ehemaliger US-amerikanischer Profiboxer und ehemaliger Weltmeister der WBO im Mittelgewicht.

## Boxkarriere
Er begann im Alter von 15 Jahren mit dem Boxsport und gewann 35 von 39 Amateurkämpfen. Im Alter von 18 Jahren wechselte er ins Profilager und zog nach Yonkers im Bundesstaat New York. Nach 25 Kämpfen, darunter 22 Siegen und zwei Unentschieden, gewann er am 17. Februar 1984 durch Punktesieg gegen Mike Tinley (14-1), den Mittelgewichtstitel des Fernsehsenders ESPN.
Am 30. August 1985 unterlag er nach Punkten Robbie Sims (23-4), dem Halbbruder von Boxlegende Marvelous Marvin Hagler. Auch gegen Milton McCrory (28-1) musste er am 13. Juli 1986 eine Punktniederlage hinnehmen. Am 17. Oktober 1986 boxte er um die Nordamerikanische Meisterschaft der NABF, musste sich jedoch Thomas Hearns (42-2) geschlagen geben.
Durch anschließende Siege gegen Lenny LaPaglia (29-4), Tony Thornton (17-0) und Alberto González (17-5) erhielt er am 8. November 1988 in Monte Carlo eine WM-Titelchance der WBA gegen Sumbu Kalambay (45-3), unterlag diesem jedoch vorzeitig in der siebenten Runde. Doch bereits in seinem nächsten Kampf am 18. April 1989 in Atlantic City, durfte er um den WM-Titel des neugegründeten Weltverbandes WBO kämpfen. Er musste dabei erneut gegen Robbie Sims antreten und gewann dabei über zwölf Runden nach Punkten. Anschließend verteidigte er den Titel am 15. Januar 1990 in Atlantic City vorzeitig gegen Matthew Hilton (30-1), ehemaliger IBF-Weltmeister im Halbmittelgewicht.
In seiner zweiten Titelverteidigung am 29. April 1990, musste er sich jedoch vorzeitig dem Briten Nigel Benn (25-1) geschlagen geben. Nach einer weiteren Niederlage im Dezember 1992 gegen James Toney (32-0), beendete er seine Karriere.
Er wurde anschließend Boxtrainer und betreibt einen nach ihm benannten Boxclub in Scarsdale, New York.